# Haus des Stadtvogts (Gunzenhausen)

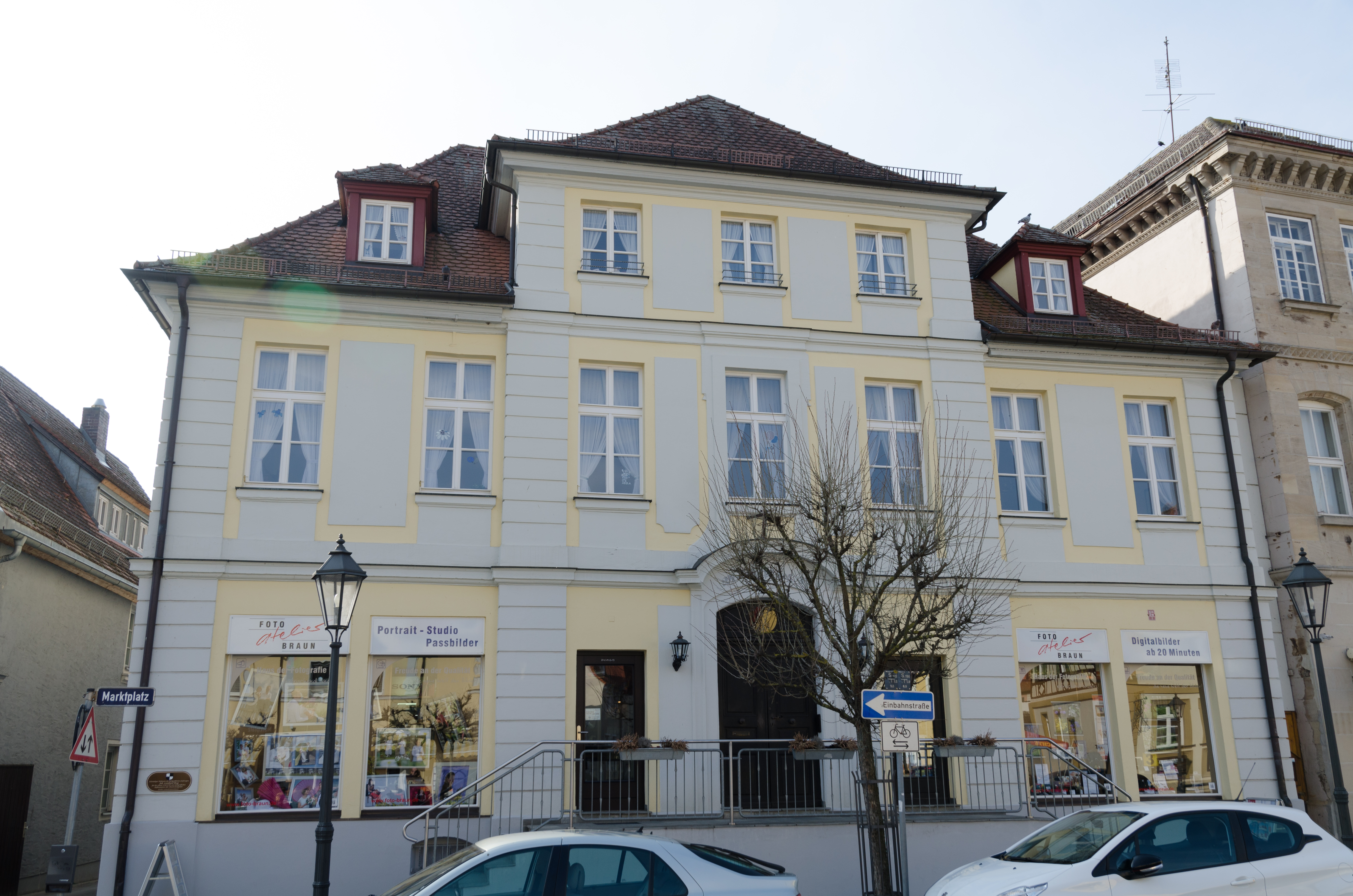
Das Haus des Stadtvogts am Marktplatz (2013)

Das Haus des Stadtvogts ist ein Bauwerk in Gunzenhausen im mittelfränkischen Landkreis Weißenburg-Gunzenhausen. Das repräsentative Gebäude mit der postalischen Adresse Marktplatz 42 ist unter der Denkmalnummer D-5-77-136-232 als Baudenkmal in die Bayerische Denkmalliste eingetragen.
Das Bauwerk steht am Gunzenhäuser Marktplatz umrahmt von weiteren Baudenkmälern auf einer Höhe von 414 Metern über NHN. Das Gebäude entstand 1749/50 im barocken Stil nach Plänen von Johann David Steingruber als Wohnhaus des Stadtvogts J. L. Beeg und ist ein zweigeschossiger Walmdachbau mit Mittelrisalit, Freitreppe, rustizierten Ecklisenen und Putzgliederung. Rückwärtig schließt sich ein dreigeschossiges Gebäude mit Walmdach aus dem 18. Jahrhundert an. Das Gebäude beherbergt heute ein Einzelhandelsgeschäft.